# 小栗由加
小栗 由加（おぐり ゆか、7月7日 - ）は、日本のYoutuber。岐阜県可児市出身。ラジオライフでは平仮名表記のおぐり ゆかで活動。
かつては劇団に所属、ケッケコーポレーションで「預かり」という形で所属していた。

## 出演

### 舞台
- 1998年8月　「水の中のホームベース」
- 1999年4月　「桜-SAKURA-」
- 1999年7月　「一秒だけモノクローム」
- 1999年10月　「ラストシーン～映画界に捧ぐ～」
- 1999年10月　「ジャズお父さん２」
- 2000年2月　「メロディ」
- 2000年5月　「悲しみにてやんでぃ」
- 2000年11月　「RESET」
- 2001年3月　「水の中のホームベース」
- 2001年8月　「ダブルファンタジー」
- 2001年10月　「ラストシーン」
- 2002年5月　「サヨナラ」
- 2002年10月　「中年ジャンプ」
- 2003年4月　「一秒だけモノクローム／木星のペンギン」
- 2003年7月　「ハッピーバースデー」
- 2003年11月　「ロマンティックエイジ」
- 2004年4月　「水の中のホームベース」
- 2004年8月　「悲しみにてやんでぃ」
- 2005年1月　「ダブルファンタジー」
- 2005年4月　「ただいま！」
- 2005年9月　「ひよこのパジャマ」
- 2006年4月　「ただいま！」
- 2006年6月　「雰囲気のある死体」
- 2006年9月　「12人はご機嫌ななめ」
- 2007年4月　「桜-SAKURA-」
- 2007年9月　「ロマンティックエイジ」
- 2008年5月　「どこでもない場所」
- 2008年10月　「夢の中のキミの街」
- 2009年5月　「ポリフォニック」
- 2009年10月　「悲しみにてやんでぃ」
- 2010年5月　「ルナ・レインボウ」
- 2010年10月　「ダブルファンタジー」
- 2011年5月　「fine-フィーネ-」
- 2011年8月　「夢の中のキミの街」
- 2011年10月　「面白半分」
- 2012年5月　「ただいま！」
- 2012年5月　「ボクがひとりで唄う歌」
- 2012年9月　「ONE DAY」
- 2013年3月　「TOKYOてやんでぃ」
- 2013年8月　「TOKYOてやんでぃ」
- 2013年10月　「水の中のホームベース」
- 2014年1月　「まことの座り方／Will(ウイル）」
- 2014年5月　「ルナ・レインボウ」
- 2014年11月　「第3のセルベッサ」
- 2015年1月　「ブラザーズ＆シスターズ」
- 2015年5月　「Palm-タナゴコロ-」
- 2015年9月　「面白半分」
- 2016年5月　「ただいま！」
- 2016年10月　「ONE DAY／Will（ウイル）」
- 2017年5月　「ポリフォニック」

### 舞台 ゲスト
- 2007年2月　青春演劇ユニットPures「バレンタイン☆キッス」（作、演出:西田シャトナー）
- 2007年6月　「カリカコント＋『MEETS』vol.2」（作、演出:家城啓之）
- 2010年7月　「紅弁天部隊上海へ行く」（作、演出:瀬川昌治）

### ラジオ
- ブジオ! （TBSラジオ・2005年10月 - 2006年3月、金曜担当レポーター）
- X'masプログラム 「Looking for us!!」 （J-WAVE、ミニスカサンタレポーター）
- 平成からくり東京の変!?（東北放送 他、レポーター）
- 日本の家 （KBS京都/栃木放送/北陸放送/西日本放送、アシスタント）
- 年末年始プログラム “HAPPYLOGY HOLIDAY DELIGHT” （J-WAVE、レポーター）

### ナレーション
- 笑福亭笑瓶の驚き!感動!グルメで賞!
- 笑顔で発見!グルメ旅
- 笑瓶もビックリ!!名物グルメ大集合!

### ネットTV
- BBstation うわの倶楽部ステーション（毎週火曜日 21:00〜21:55）

### テレビ
- 打姫オバカミーコ（2006年、MONDO21）
- 鈴木タイムラー （テレビ朝日）

### CM
- ナビスコ オレオ

### その他
- 日本オタク大賞2004
- アキバプロレス

## 著書

### 共著
- (唐沢俊一)『魂食!』(三才ブックス、2006年) ISBN 4861990335

### 連載
- 週刊プレイボーイ「名もなく美しいニュースたち」
- ラジオライフ「おぐりゆかの無線界征服」 - アマチュア無線に関する記事。途中でタイトル変更あり。2006年8月号から2016年3月号まで全116回。同誌のイベントで司会も務めた。